# Xã Grant, Quận Dade, Missouri
Xã Grant (tiếng Anh: Grant Township) là một xã thuộc quận Dade, tiểu bang Missouri, Hoa Kỳ. Năm 2010, dân số của xã này là 228 người.